# ۱۰۱ دوشیزه
۱۰۱ دوشیزه یک ستاره است که در صورت فلکی گاوران قرار دارد.